# 謝影雪
謝影雪（英語：Tse Ying Suet，1991年11月9日—），香港女子羽毛球運動員，專長雙打項目；其中最为突出的项目是混雙。
她曾与青年組的潘樂恩赢得2009年世青賽女雙季軍，她们的搭档组合最高世界排名第九位；其后，她与成人组的鄧俊文的搭档组合最高世界排名第二位，兩人曾赢得世界羽毛球錦標賽混双季军（2018年），亞洲羽毛球錦標賽混双冠军（2025年），亦曾進入2020年夏季奧林匹克運動會羽毛球混合雙打比賽銅牌戰，惜不敵日本得殿軍。

## 簡歷

### 早年及出道
謝影雪曾就讀聖公會榮真小學上午校、聖公會嘉福榮真小學以及聖公會陳融中學，自小跟隨母親打羽毛球，隨後開始羽毛球生涯，至2006年15歲時入選香港羽毛球代表隊。
為了自己熱愛的羽毛球，她在中學時期放棄學業專注發展羽毛球。

### 2009年世青賽奪銅
2009年7月，謝影雪与潘樂恩出战紐西蘭羽毛球大獎賽，在女双决赛以0比2（19-21、17-21）不敌赛会2号种子、印尼的安妮克·菲亚·奥古斯丁/Anisa Wahyuni，赢得亚军。同年11月，她代表中国香港参加馬來西亞舉行的世界青年羽毛球錦標賽與潘樂恩合作贏得女雙銅牌，這亦是香港隊歷來最好的成績。同年12月，代表香港出戰東亞運動會，參加羽毛球比賽的女子團體項目，奪得銅牌。

### 2010－2011年：大獎賽奪冠
2010年3月，謝影雪首次夥拍老將魏仁君出战德國羽毛球大獎賽，在混双决赛因对手途中退赛便夺得其首个国际赛冠军。同年10月，她与魏仁君出战越南羽毛球大獎賽，在混双决赛以0比2（18-21、11-21）不敌赛会5号种子、中国的何汉斌/马晋，赢得亚军。同年11月，她代表香港出戰廣州亞運會，參加羽毛球比賽的女子雙打（夥拍：潘樂恩）、混合雙打（夥拍：魏仁君）及團體項目。
2011年4月，謝影雪与潘樂恩出战澳洲羽毛球黃金大獎賽，在女双準决赛以0比2（23-25、18-21）不敌马来西亚强档的陳儀慧/黃佩蒂。同期4月，她与潘樂恩出战印度羽毛球超級賽，在女双準决赛以1比2（17-21、21-16、16-21）不敌赛会2号种子、日本的藤井瑞希/垣岩令佳。同样4月，她与潘樂恩出战紐西蘭羽毛球國際挑戰賽，在女双决赛以1比2（21-16、16-21、20-22）不敌日本的三木佑里子/米元小春，赢得亚军。同年6月，她与潘樂恩出战泰國羽毛球黃金大獎賽，在女双準决赛以1比2（23-21、12-21、15-21）不敌赛会5号种子、中国的田卿/赵芸蕾。同年9月，她与潘樂恩出战日本羽毛球超級賽，在女双準决赛以0比2（17-21、16-21）不敌赛会5号种子、中華台北的程文欣/簡毓瑾。

### 2012－2013年：超級賽奪冠
2012年9月，謝影雪夥拍潘樂恩出戰日本羽毛球超級賽女雙賽事，從十六強接連擊敗三對東道主的組合，闖入決賽；最終再在決賽以2比0（21-17、22-20）擊敗日本的松尾靜香/內藤真實，奪得香港隊首個超級系列賽女雙錦標，亦成為港隊首對土生土長的超級系列賽冠軍。
2013年2月，謝影雪与陳潤龍出战奧地利羽毛球國際挑戰賽，在混双决赛以2比1（15-21、21-16、21-16）击败了赛会5号种子、队友的李晉熙/周凱華，赢得冠军。同年3月，她分别与潘樂恩以及陳潤龍出战越南羽毛球國際挑戰賽，在女双决赛以2比1（18-21、21-17、11-21）不敌赛会5号种子、泰国的娜丽莎帕·拉姆/普蒂塔·素帕猜恭，赢得亚军；而混双决赛以2比1（21-4、17-21、21-17）击败了赛会头号种子、队友的李晉熙/周凱華，赢得冠军。同年8月，她參加中國廣州舉行的世界羽毛球錦標賽，分別與陳潤龍和潘樂恩出戰混合雙打及女子雙打項目。在混合雙打方面，她與陳潤龍首圈就以0比2（10-21、11-21）負於丹麥的马德斯·皮勒尔·科尔丁/卡米拉·吕特·尤尔出局。而女雙方面，她與潘樂恩被列為12號種子，故在首圈輪空，第二圈即以2比0擊敗俄羅斯組合晉級；但在第三圈就以0比2（9-21、16-21）負於2號種子、中國的马晋/汤金华，16強止步。同年10月，她代表中国香港参加天津市滨海新区举办的東亞運動會羽毛球比賽，随队赢得女子团体季军。

### 2014－2015年：與潘樂恩拆夥再復合
2014年期间，港隊教練安排謝影雪與潘樂恩拆夥。其後，港隊教練陳康認為她們有機會再戰奧運，便在翌年5月宣布與潘樂恩「復合」以爭取奧運資格。同年7月，她与陳潤龍出战中華台北羽球黃金大獎賽，在混双準决赛以0比2（13-21、16-21）不敌印尼的阿尔弗兰·埃科·普拉塞特亚/安妮萨·绍菲卡。同年10月，她与陳祉嘉出战荷蘭羽毛球大獎賽，在女双準決賽以2比3（10-11、11-10、5-11、11-5、8-11）不敌赛会4号种子、印尼的申迪·普斯帕·伊拉瓦蒂/维塔·玛丽莎。
2015年6月，謝影雪与潘樂恩出战加拿大羽毛球大獎賽，在女双準决赛以1比2（16-21、21-18、16-21）不敌赛会头号种子、荷兰强档的埃菲耶·穆斯肯斯/塞莱娜·皮克。同年8月，她參加印尼雅加达舉行的世界羽毛球錦標賽，她和陳潤龍出戰混合双打項目。她與陳潤龍以16號種子身分出戰，故在首圈輪空；但在次圈以1比2（21-13、17-21、18-21）不敌中華台北的廖敏竣 /陳曉歡，32强止步。同年10月，她与潘樂恩出战碧特博格羽毛球黃金大獎賽，在女双决赛以0比2（10-21、18-21）不敌中国的唐渊渟/于洋，赢得亚军。同期10月，她与潘樂恩出战2015年丹麥羽毛球首要超級賽的十六強賽中，謝影雪/潘樂恩面對日本組合福萬尚子/與猶胡桃，曾與對手一板連續打了4分31秒，合共超過250次來回，創下史上最長來回球的世界紀錄。謝影雪指出，單車、跑步這些項目有世界紀錄正常不過，但從沒想過羽毛球可以創下世界紀錄，自己還是其中的紀錄保持者。同年11月，她与潘樂恩出战澳門羽毛球黃金大獎賽，在女双决赛选择退赛，后者也顺利赢得冠军。

### 2016－2017年：超级赛混雙首冠、世锦赛混雙八强
2016年10月，謝影雪与鄧俊文出战泰國羽毛球黃金大獎賽，在混双决赛以0比2（16-21、20-22）不敌赛会3号种子、马来西亚强档的陈健铭/賴沛君，赢得亚军。同期10月，她与鄧俊文出战中華台北羽毛球大師賽，在混双决赛以3比0（11-3、11-7、14-12）险胜了日本的垰畑亮太/米元小春，赢得冠军。同年11月，她与鄧俊文出战香港羽毛球超級賽，在混双準决赛以0比2（21-23、14-21）不敌赛会7号种子、奥运冠军的通托维·艾哈迈德/利利亚纳·纳西尔。
2017年1月，謝影雪与潘樂恩出战馬來西亞羽毛球大師賽，在女双决赛以0比2（17-21、9-21）不敌赛会头号种子、泰国的宗功攀·吉迪特拉恭/拉温达·巴宗哉。同年8月，她參加苏格兰格拉斯哥舉行的世界羽毛球錦標賽，她分别与潘樂恩和鄧俊文出戰女子双打項目以及混合双打項目。她與潘樂恩在首圈以2比0 （21-14、21-9）轻取法国的德尔菲娜·德尔吕/莉亚·巴莱尔莫。在第二圈中，以2比0 （14-21、19-21）不敌赛会8号种子中国的骆赢/骆羽，32強止步。而混双方面，她與鄧俊文以12號種子身分出戰，故在首圈輪空；但在次圈以2比0（21-11、21-17）横扫德国的拉斐尔·贝克/卡拉·尼尔特。在第三圈，以2-1（21-12、17-21、21-13）力克中国的张楠 /李茵晖。八强中，硬碰赛会5號種子英格兰夫妻强的克里斯·爱德考克/加布里·爱德考克，激战三局以1-2 （21-16、13-21、16-21）告负对手。值得一提的是这个组合将成为香港第一混双，有望冲进世界排名前5位。同年10月，她分別與潘樂恩和鄧俊文出戰丹麥羽毛球首要超級賽。其中，她和鄧俊文的組合先在混雙準決賽以2比0（21-16、21-18）力挫里約奧運及世錦賽冠軍、印尼的通托维·艾哈迈德/利利亚纳·纳西尔組合，其後再於決賽中以2比1（24-22、19-21、23-21）險挫世界排名第一、中國的鄭思維/陳清晨，贏得二人合作以來首個超級系列賽冠軍。

### 2020－2021年：東京奧運混雙四強
2021年7月，謝影雪和鄧俊文的組合出戰受疫情影響延期的東京奧運羽毛球混雙。他們從小組賽接連擊敗對手，闖入準決賽；惜以0比2（16-21、12-21）不敵頭號種子的中國組合鄭思維/黃雅瓊落入銅牌戰。「鄧謝配」於銅牌戰硬撼世界第5東道主的渡邊勇大與東野有紗；最終以0比2（17-21、21-23）連輸兩局，失落獎牌，只得第四名，但已經打破港隊紀錄。
奧運過後，鄧謝配亦再下半年打出好表現，先於法國公開賽打入四強，繼而成功在印尼大師賽四強首次擊敗渡邊勇大/東野有紗，一雪奧運銅牌戰敗辱，最後不敵泰國的德差蓬·保烏拉努科/沙西麗·德拉達那猜奪亞，睽違兩年再次踏上頒獎台。憑著下半年的好成績，鄧謝配排名逐步回升至第七名，亦成功入圍2021年世界羽聯世界巡迴賽總決賽，最終亦取得四強的好成績。在2021年度的最後一場賽事——世界羽毛球錦標賽，鄧謝配先後擊敗蘇格蘭、丹麥、德國組合，繼2018年世界羽毛球錦標賽再次殺入四強。雖然鄧謝配以1-2(21-15、7-21、10-21)不敵最終的世界冠軍德差蓬·保烏拉努科/沙西麗·德拉達那猜，但仍然奪下銅牌，成為香港第一對成功在世錦賽中奪得多於一塊獎牌的羽毛球運動員。

### 2022－2023年：奧運後低潮與狀態回升
經歷2021年的好表現，鄧謝配知名度大增，球迷亦對這對香港首席混雙組合寄予厚望。然而，2022年期間，鄧謝配未能在任何一場巡迴賽當中晉級四強，在世界羽毛球錦標賽當中，亦以1-2(13-21、21-13、19-21)不敵馬克·拉姆斯富斯/伊莎貝爾·洛豪，止步八強。雪上加霜的是，謝影雪在出戰丹麥公開賽前右肩脫臼，被逼退賽，需要休養數月。雖然她趕在2023年賽季開始時復出，但因下半年的休戰期，鄧謝配的排名從第五名大幅下滑至第二十六名，而二人狀態亦未如理想，上半年多次一輪遊，在泰國公開賽前更是未能在任何比賽中晉級八強。
然而，鄧謝配在奧運積分週期開始後，狀態逐漸回暖，重新踏上衝擊奧運的征途。鄧謝配在超級1000等級的印尼公開賽八強苦戰荷蘭組合羅賓·塔博林/塞萊娜·皮克，在第三局7-14落後連取9分，最終以2-1(21-15、23-25、21-18)逆轉擊敗荷蘭組合，相隔18個月再次晉級比賽四強。在9月中，鄧謝配乘主場之利出站香港公開賽，在觀眾的熱烈支持下，先後擊敗隊友李晉熙/吳芷柔、印尼、法國、馬來西亞組合，繼2021年印尼大師賽再次殺入決賽。雖然鄧謝配在決賽直落二(13-21、19-21)不敵中國的郭新娃/魏雅欣，但仍然成功踏上頒獎台，贏得主場觀眾的掌聲。相隔三週，鄧謝配出戰杭州亞運，期間謝影雪因重感冒，一度在比賽中落淚，但仍然能晉級八強，惜在八強賽中再次負於勁敵日本的渡邊勇大/東野有紗，未能連續兩屆踏上亞運頒獎台。狀態有所回升，加上有教練林培雷和黃綜翰的加盟，鄧謝配先後在法國公開賽接連擊敗馮彥哲/黃東萍和渡邊勇大/東野有紗等世界勁旅，殺入決賽，更於海洛公開賽中奪下暌違四年的冠軍，世界排名回升至第十一位，奧運資格形勢大好。在中國大師賽中先後擊敗中華台北的葉宏蔚/李佳馨和泰國的德差蓬·保烏拉努科/沙西麗·德拉達那猜後，亦成功入圍2023年世界羽聯世界巡迴賽總決賽。在年終賽中，鄧謝配先後不敵世界第一的雅思組合及世界冠軍徐蔡配，其後擊敗南韓組合金元昊/鄭娜銀，最終名列小組第三結束2023賽季，世界排名亦得以回升至第八位。

### 2024年：巴黎奧運混雙八強
2024年7月，鄧謝配以奧運排名第六之姿出戰巴黎奧運羽毛球混雙項目。在小組賽中，鄧謝配先以直落二（21-13、21-13）擊敗中華台北組合葉宏蔚/李佳馨，再以1-2（17-21、21-14、18-21）惜負日本勁敵東渡組合，以C組次名出線半準決賽。八強戰面對世界排名第三的徐承宰/蔡侑玎，鄧謝配力戰下以直落二（15-21、10-21）落敗，無緣連續兩屆奧運晉級四強。

### 2025年：首奪亞錦賽金牌
2025年4月，鄧謝配重組。亞錦賽四強面對東道主兼一號種子蔣振邦/魏雅欣，直落兩局(21-16、21-17)首次撃敗對手，闖進亞錦賽決賽。決賽面對日本選手賽會八號種子綠川大輝/齋藤夏，激戰三局以(21-15、17-21、21-13)，贏得合作九年以來首面亞錦賽金牌。

## 主要比賽成績
只列出曾進入準決賽的國際賽事成績：
| 年份   | 賽事                     | 公開賽級別 | 項目     | 拍檔   | 成績   |
| ------ | ------------------------ | ---------- | -------- | ------ | ------ |
| 2008年 | 亚洲青年羽毛球錦標賽     | 其他       | 混合團體 | －     | 季軍   |
| 2008年 | 亚洲青年羽毛球錦標賽     | 其他       | 女子雙打 | 陳祉嘉 | 铜牌   |
| 2009年 | 紐西蘭羽毛球大獎賽       | 大獎賽     | 女子雙打 | 潘樂恩 | 亞軍   |
| 2009年 | 世界青年羽毛球錦標賽     | 其他       | 女子雙打 | 潘樂恩 | 铜牌   |
| 2010年 | 德國羽毛球大獎賽         | 大獎賽     | 混合雙打 | 魏仁君 | 冠軍   |
| 2010年 | 新加坡羽毛球國際系列賽   | 國際系列賽 | 混合雙打 | 魏仁君 | 冠軍   |
| 2010年 | 越南羽毛球大獎賽         | 大獎賽     | 混合雙打 | 魏仁君 | 亞軍   |
| 2011年 | 澳洲羽毛球黃金大獎賽     | 黃金大獎賽 | 女子雙打 | 潘樂恩 | 準決賽 |
| 2011年 | 印度羽毛球超級賽         | 超級賽     | 女子雙打 | 潘樂恩 | 準決賽 |
| 2011年 | 紐西蘭羽毛球國際挑戰賽   | 國際挑戰賽 | 女子雙打 | 潘樂恩 | 亞軍   |
| 2011年 | 泰國羽毛球黃金大獎賽     | 黃金大獎賽 | 女子雙打 | 潘樂恩 | 準決賽 |
| 2011年 | 日本羽毛球超級賽         | 超級賽     | 女子雙打 | 潘樂恩 | 準決賽 |
| 2012年 | 日本羽毛球超級賽         | 超級賽     | 女子雙打 | 潘樂恩 | 冠軍   |
| 2013年 | 奧地利羽毛球國際挑戰賽   | 國際挑戰賽 | 混合雙打 | 陳潤龍 | 冠軍   |
| 2013年 | 越南羽毛球國際挑戰賽     | 國際挑戰賽 | 女子雙打 | 潘樂恩 | 亞軍   |
| 2013年 | 越南羽毛球國際挑戰賽     | 國際挑戰賽 | 混合雙打 | 陳潤龍 | 冠軍   |
| 2013年 | 東亞運動會羽毛球比賽     | 其他       | 女子團體 | －     | 銅牌   |
| 2014年 | 韓國羽毛球超級賽         | 超級賽     | 混合雙打 | 陳潤龍 | 準決賽 |
| 2014年 | 中華台北羽球黃金大獎賽   | 黃金大獎賽 | 混合雙打 | 陳潤龍 | 準決賽 |
| 2014年 | 荷蘭羽毛球大獎賽         | 大獎賽     | 女子雙打 | 陳祉嘉 | 準決賽 |
| 2015年 | 加拿大羽毛球大獎賽       | 大獎賽     | 女子雙打 | 潘樂恩 | 準決賽 |
| 2015年 | 碧特博格羽毛球黃金大獎賽 | 黃金大獎賽 | 女子雙打 | 潘樂恩 | 亞軍   |
| 2015年 | 澳門羽毛球黃金大獎賽     | 黃金大獎賽 | 女子雙打 | 潘樂恩 | 亞軍   |
| 2016年 | 泰國羽毛球黃金大獎賽     | 黃金大獎賽 | 混合雙打 | 鄧俊文 | 亞軍   |
| 2016年 | 中華台北羽毛球大師賽     | 大獎賽     | 混合雙打 | 鄧俊文 | 冠軍   |
| 2016年 | 香港羽毛球超級賽         | 超級賽     | 混合雙打 | 鄧俊文 | 準決賽 |
| 2016年 | 澳門羽毛球黃金大獎賽     | 黃金大獎賽 | 混合雙打 | 鄧俊文 | 亞軍   |
| 2017年 | 馬來西亞羽毛球大師賽     | 黃金大獎賽 | 女子雙打 | 潘樂恩 | 亞軍   |
| 2017年 | 丹麥羽毛球首要超級賽     | 首要超級賽 | 混合雙打 | 鄧俊文 | 冠軍   |
| 2017年 | 中國羽毛球首要超級賽     | 首要超級賽 | 混合雙打 | 鄧俊文 | 準決賽 |
| 2017年 | 世界羽聯超級系列賽總決賽 | 首要超級賽 | 混合雙打 | 鄧俊文 | 亞軍   |
| 2018年 | 馬來西亞羽毛球大師賽     | 超級500賽  | 混合雙打 | 鄧俊文 | 冠軍   |
| 2018年 | 世界羽毛球錦標賽         | 其他       | 混合雙打 | 鄧俊文 | 季軍   |
| 2018年 | 亞洲運動會羽毛球比賽     | 其他       | 混合雙打 | 鄧俊文 | 銀牌   |
| 2018年 | 中國羽毛球公開賽         | 超級1000賽 | 混合雙打 | 鄧俊文 | 準決賽 |
| 2018年 | 澳門羽毛球公開賽         | 超級300賽  | 混合雙打 | 鄧俊文 | 冠軍   |
| 2019年 | 亞洲羽毛球混合團體錦標賽 | 其他       | 混合團體 | －     | 季軍   |
| 2019年 | 澳洲羽毛球公開賽         | 超級300賽  | 混合雙打 | 鄧俊文 | 準決賽 |
| 2019年 | 泰國羽毛球公開賽         | 超級500賽  | 混合雙打 | 鄧俊文 | 準決賽 |
| 2019年 | 中華台北羽毛球公開賽     | 超級300賽  | 混合雙打 | 鄧俊文 | 冠軍   |
| 2019年 | 韓國羽毛球大師賽         | 超級300賽  | 混合雙打 | 鄧俊文 | 冠軍   |
| 2021年 | 奧林匹克運動會羽毛球比賽 | 其他       | 混合雙打 | 鄧俊文 | 殿軍   |
| 2021年 | 法國羽毛球公開賽         | 超級750賽  | 混合雙打 | 鄧俊文 | 準決賽 |
| 2021年 | 印尼羽毛球大師賽         | 超級750賽  | 混合雙打 | 鄧俊文 | 亞軍   |
| 2021年 | 世界羽聯世界巡迴賽總決賽 | 總決賽     | 混合雙打 | 鄧俊文 | 準決賽 |
| 2021年 | 世界羽毛球錦標賽         | 其他       | 混合雙打 | 鄧俊文 | 季軍   |
| 2023年 | 印尼羽毛球公開賽         | 超級1000賽 | 混合雙打 | 鄧俊文 | 準決賽 |
| 2023年 | 香港羽毛球公開賽         | 超級500賽  | 混合雙打 | 鄧俊文 | 亞軍   |
| 2023年 | 法國羽毛球公開賽         | 超級750賽  | 混合雙打 | 鄧俊文 | 亞軍   |
| 2023年 | 海洛羽毛球公開賽         | 超級300賽  | 混合雙打 | 鄧俊文 | 冠軍   |
| 2023年 | 中國羽毛球大師賽         | 超級750賽  | 混合雙打 | 鄧俊文 | 準決賽 |
| 2024年 | 德國羽毛球公開賽         | 超級300賽  | 混合雙打 | 鄧俊文 | 冠軍   |
| 2024年 | 澳洲羽毛球公開賽         | 超級500賽  | 混合雙打 | 鄧俊文 | 準決賽 |
| 2024年 | 日本羽毛球公開賽         | 超級750賽  | 混合雙打 | 鄧俊文 | 亞軍   |
| 2024年 | 香港羽毛球公開賽         | 超級500賽  | 混合雙打 | 鄧俊文 | 準決賽 |
| 2024年 | 丹麥羽毛球公開賽         | 超級750賽  | 混合雙打 | 鄧俊文 | 準決賽 |
| 2024年 | 中國羽毛球大師賽         | 超級750賽  | 混合雙打 | 鄧俊文 | 準決賽 |
| 2025年 | 亞洲羽毛球錦標賽         | 其他       | 混合雙打 | 鄧俊文 | 冠軍   |
| 2025年 | 泰國羽毛球公開賽         | 超級500賽  | 混合雙打 | 鄧俊文 | 準決賽 |
| 2025年 | 新加坡羽毛球公開賽       | 超級750賽  | 混合雙打 | 鄧俊文 | 亞軍   |

| 2007-2017年 | 首要超級賽 | 超級賽 | 黃金大獎賽 | 大獎賽 | 國際挑戰賽 | 國際系列賽 | 未來系列賽 | 其他 |

| 2018-2026年 | 總決賽 | 超級1000賽 | 超級750賽 | 超級500賽 | 超級300賽 | 超級100賽 | 國際挑戰賽 | 國際系列賽 | 未來系列賽 | 其他 |

### 奧運會和世錦賽參賽紀錄
|          | 搭檔   | 2009 | 2010 | 2011 | 2012       | 2013 | 2014 | 2015 | 2016       | 2017 | 2018 | 2019 | 2020 | 2021 | 2022 | 2023 | 2024 |
| -------- | ------ | ---- | ---- | ---- | ---------- | ---- | ---- | ---- | ---------- | ---- | ---- | ---- | ---- | ---- | ---- | ---- | ---- |
| 女子雙打 | 陳祉嘉 | 32強 | －   | －   | －         | －   | －   | －   | －         | －   | －   | －   | －   | －   | －   | －   | －   |
| 女子雙打 | 潘樂恩 | －   | －   | 16強 | 小組第四名 | 16強 | －   | －   | 小組第四名 | 32強 | －   | －   | －   | －   | －   | －   | －   |
|          |        |      |      |      |            |      |      |      |            |      |      |      |      |      |      |      |      |
| 混合雙打 | 魏仁君 | －   | 32強 | －   | －         | －   | －   | －   | －         | －   | －   | －   | －   | －   | －   | －   | －   |
| 混合雙打 | 陳潤龍 | －   | －   | －   | －         | 64強 | －   | 32強 | －         | －   | －   | －   | －   | －   | －   | －   | －   |
| 混合雙打 | 鄧俊文 | －   | －   | －   | －         | －   | －   | －   | －         | 8強  | 季軍 | 8強  | 殿軍 | 季軍 | 8強  | 32強 | 8強  |

## 主要對戰紀錄
混雙 - 謝影雪 (只列出對戰過五次以上的對手）
| 對手                                        | 對賽次數 | 對賽結果 | 對賽結果 | 總計 |
| 對手                                        | 對賽次數 | 勝       | 負       | 總計 |
| ------------------------------------------- | -------- | -------- | -------- | ---- |
| 郑思维 黄雅琼                               | 13       | 1        | 12       | -11  |
| 郑思维 陳清晨                               | 5        | 2        | 3        | -1   |
| 王懿律 黄东萍                               | 8        | 2        | 6        | -4   |
| 渡邊勇大 東野有紗                           | 19       | 2        | 17       | -15  |
| 金子祐樹 松友美佐紀                         | 6        | 4        | 2        | +2   |
| 馬蒂亞斯·克里斯蒂安森 亞歷山德拉·博爾       | 5        | 1        | 4        | -3   |
| 德差蓬·保乌拉努科 沙西丽·德拉达那猜         | 9        | 2        | 7        | -5   |
| 徐承宰 蔡侑玎                               | 8        | 2        | 6        | -4   |
| 馬庫斯·埃利斯 勞倫·史密斯                   | 7        | 6        | 1        | +5   |
| 陈健铭 賴沛君                               | 10       | 7        | 3        | +4   |
| 陈炳顺 吴柳莹                               | 6        | 5        | 1        | +4   |
| 吴埙阀 赖洁敏                               | 12       | 11       | 1        | +10  |
| 普拉文·乔丹 梅拉蒂·达伊瓦·奥克塔维亚尼      | 7        | 6        | 1        | +5   |
| 里漢·諾法勒·庫沙爾揚托 麗莎·阿尤·庫蘇馬瓦蒂 | 8        | 8        | 0        | +8   |
| 馬克·拉姆斯富斯 伊莎貝爾·洛豪               | 5        | 3        | 2        | +1   |

## 榮譽
- 香港傑出運動員選舉

「香港最佳運動組合」（2018, 2021,2023年，與鄧俊文搭檔）
- Golden BROWN Awards

「Golden BROWN Awards」（2023年，與鄧俊文共同獲獎）

## 廣告及代言
2021年
- Petsmore 網絡媒體廣告及電視廣告
- HotelsCombined香港 網絡媒體廣告
- Dove Go Fresh沐浴乳系列 網絡媒體廣告
- Swipe HK橙威寶 網絡媒體廣告
- 雪花秀人參安瓶 網絡媒體廣告
- Kotex HK極柔安心熟睡褲 網絡媒體廣告
- Vacheron Constantin Historiques American 1921腕錶

2022年
- 港鐵公司《東鐵過海真的很興奮》

## 外部連結
- 謝影雪的Instagram帳戶
- 謝影雪的Facebook專頁
- 運動員資料-謝影雪[永久]